# Мезозойська складчастість
Мезозойська складчастість, Мезозойські епохи складчастості, Тихоокеанська складчастість (рос. мезозойская складчатость; англ. Mesozoic folding, Mesozoic orogeny; нім. mesozoische Faltung f, mesozoische Faltungsepochen f pl, Mesozoikumfaltung f) — деформації земної кори, які відбувалися з кінця юрського до початку палеогенового періоду.

## Загальний опис
Проявилися головним чином по периферії Тихого океану.
Перша епоха складчастості. В результаті мезозойської складчастості утворились більша частина Кордильєр, Анд, Верхоянський хребет та ін. Найбільш рання з великих епох складчастості мезозою виявилася в кінці тріасу — на початок юри і відома на Заході Євразії як ранньокімерійська, а на Сході як індосінійська. В цей час деформації охопили площу від Добруджі, Гірського Криму, Гірського Мангишлаку і Туаркіру через Південний Туркменістан, Центральний Іран, Північний Афганістан до Південного Китаю і Південно-Східної Азії, де вони були особливо інтенсивні. У західній півкулі вони виявилися в Кордильєрах, Південних Андах і особливо на Антарктичному півострові.
Друга епоха складчастості припадає на кінець юри — початок крейди; її іменують на 3аході Євразії пізньокімерійською, на Північному-Сході Росії — колимською, в Китаї — яньшанською, в Японії — Сакава або Ога, в Новій Зеландії — Хоконуї, в Північній Америці — невадською, в Південних Андах — арауканською. Основний ареал її вияву — Тихоокеанське складчасте кільце, де, зокрема, деформації цього віку оформили складчасту структуру Верхояно-Чукотської області, значну частину Японських островів і Нової Зеландії, відіграли важливу роль в оформленні структури західних зон американських Кордильєр. У Євразії ці деформації порушили внутрішні зони Альп, Дінарид, Еллінід, виявилися в Центральному Ірані і Афганістані, на Південному Паміру, в Тибеті і М'янмі.
Третя велика епоха мезозойської складчастості припадає на середину крейди: в Альпах і Карпатах вона була виділена як австрійська. Її вияви відомі по всьому Гімалайському поясу, хоч вони ніде і не завершили геосинклінальний розвиток. У Тихоокеанському обрамленні ці деформації мали основне значення в складчастій системі Сіхоте-Аліня. Вони торкнулися також Корякського нагір'я і північно-американських Кордильєр.